# 욕탕의 미녀 사건
"욕탕의 미녀 사건"은 한국에서 제작된 전홍직 감독의 1964년 영화이다. 김석훈 등이 주연으로 출연하였고 주동진 등이 제작에 참여하였다.

## 출연

### 주연
- 김석훈
- 도금봉
- 천시자

## 기타
- 조명: 이억만
- 미술: 홍성칠